# Ministri dell'economia e delle finanze della Repubblica Italiana
I ministri dell'economia e delle finanze della Repubblica Italiana si sono avvicendati dal 2001 in poi, dopo l'istituzione del dicastero conseguente all'unione tra Ministero delle finanze e Ministero del tesoro, del bilancio e della programmazione economica.

## Lista
| Ministro       | Ministro         | Ministro                           | Partito                 | Governo           | Mandato           | Mandato          | Leg.  |
| Ministro       | Ministro         | Ministro                           | Partito                 | Governo           | Inizio            | Fine             | Leg.  |
| -------------- | ---------------- | ---------------------------------- | ----------------------- | ----------------- | ----------------- | ---------------- | ----- |
|                |                  | Giulio Tremonti (1947)             | Forza Italia            | Berlusconi II     | 11 giugno 2001    | 3 luglio 2004    | XIV   |
|                |                  | Domenico Siniscalco (1954)         | Indipendente            | Berlusconi II     | 16 luglio 2004    | 23 aprile 2005   | XIV   |
| Berlusconi III | 23 aprile 2005   | Domenico Siniscalco (1954)         | Indipendente            | 22 settembre 2005 |                   |                  | XIV   |
| Berlusconi III |                  |                                    | Giulio Tremonti (1947)  | Forza Italia      | 22 settembre 2005 | 5 maggio 2006    | XIV   |
|                |                  | Tommaso Padoa-Schioppa (1940-2010) | Indipendente            | Prodi II          | 17 maggio 2006    | 8 maggio 2008    | XV    |
|                |                  | Giulio Tremonti (1947)             | Il Popolo della Libertà | Berlusconi IV     | 8 maggio 2008     | 16 novembre 2011 | XVI   |
|                |                  | Mario Monti (1943)                 | Indipendente            | Monti             | 16 novembre 2011  | 11 luglio 2012   | XVI   |
|                |                  | Vittorio Grilli (1957)             | Indipendente            | Monti             | 11 luglio 2012    | 28 aprile 2013   | XVI   |
|                |                  | Fabrizio Saccomanni (1942-2019)    | Indipendente            | Letta             | 28 aprile 2013    | 24 febbraio 2014 | XVII  |
|                |                  | Pier Carlo Padoan (1950)           | Partito Democratico     | Renzi             | 24 febbraio 2014  | 12 dicembre 2016 | XVII  |
| Gentiloni      | 12 dicembre 2016 | Pier Carlo Padoan (1950)           | Partito Democratico     | 1º giugno 2018    |                   |                  | XVII  |
|                |                  | Giovanni Tria (1948)               | Indipendente            | Conte I           | 1º giugno 2018    | 5 settembre 2019 | XVIII |
|                |                  | Roberto Gualtieri (1966)           | Partito Democratico     | Conte II          | 5 settembre 2019  | 13 febbraio 2021 | XVIII |
|                |                  | Daniele Franco (1953)              | Indipendente            | Draghi            | 13 febbraio 2021  | 22 ottobre 2022  | XVIII |
|                |                  | Giancarlo Giorgetti (1966)         | Lega                    | Meloni            | 22 ottobre 2022   | in carica        | XIX   |